# Бабухів
Бабухі́в — село в Україні, у Рогатинській міській громаді Івано-Франківського району Івано-Франківської області.

## Населення

### Мова
Розподіл населення за рідною мовою за даними перепису 2001 року:
| Мова            | Кількість | Відсоток |
| --------------- | --------- | -------- |
| українська      | 1139      | 99.47%   |
| російська       | 4         | 0.35%    |
| білоруська      | 1         | 0.09%    |
| інші/не вказали | 1         | 0.09%    |
| Усього          | 1145      | 100%     |

## Географія
Село Бабухів розмістилося на правому березі річки Гнила Липа на відстані 5 кілометрів на південь міста Рогатина. Через село проходить автомагістраль Львів-Рогатин-Галич-Івано-Франківськ. У селі струмок Бабухів впадає у річку Гнилу Липу.

## Відомі люди

### Народилися
- Андрій Чепіль (1994—2023) — український громадський активіст, музикант, мультиінструменталіст, пластун, військовослужбовець.

### Померли
- Андрій Радьо (1909 —1967) — греко-католицький священник, капелан УПА.

## Історія

### Усні перекази
Перша згадка про село Бабухів прилягає на 3 січня 1441 року у книгах галицького суду. Про походження назви села є декілька легенд. Одна з них, що зберігалася в пам'яті людей, походить від слів «баби ховалися». А ховалися нібито в комишах під час набігів татар.
Достовірною легендою про походження назви села є те, що вона є присвійно-прикметниковою формою з суфіксом — ов, Бабухов, утвореною від особового імені Бабух. Існування такого Імені засвідчено писемними пам'ятками. Так, мабуть, називався засновник або власник поселення. Не виключена можливість, що це ім'я якимось чином пов'язане із відомим божеством. А. Шнайдер виводить назву села з назви потоку.
Люди села зберегли пам'ять про те, що перші хати були збудовані під Збіркою, так називається південна частина села над потоком. На північ від поселення на горбі, що зветься Байковою горою, був монастир. Про це засвідчують знахідки. Під час забудови даної території було знайдено хрест з розп'яттям Ісуса Христа і захоронення монахів. За декілька десятків метрів на північний захід від монастиря був цвинтар. Зараз там глинища, звідки люди беруть глину. У верхній частині глинищ можна побачити ями для захоронення померлих. Такі відомості дав старожил Микола Скибак. Доля монастиря невідома. Напевно, він був зруйнований татарами, які весь час нападали на нашу землю.
У часи польського панування в Україні в селі поселився пан, заснував фільварок на території, де зараз розміщена тваринницька ферма селянської спілки «Бабухівська»… І забрав всі поля, де граничать від села Вербилівці, Путятинці, поза ріку до села Лучинці, ген аж на південь до села Обельниці. Дальше від Обельниць на захід село Конюшки, ген на захід ще село Явче, поля якого граничуть з Радванівкою, Городькови і аж до Залужжя… (Із записів старожила Андрія Гоя).
Частина села, що розміщена на захід автомагістралі, почала швидко заселятися, бо вона була придатна до будови і там була добра родюча земля. У другій половині XIX ст. селяни почали осушувати і східну частину, щоб там оселитись. Вони викопали і пустили річку Гнила Липа більше на схід прямішим руслом. Ще до сьогодні видно старе русло річки, а вулиця, що проходить попри старе русло, називається Кривулею.
Із брошури «Матеріали до історії міст і сіл Рогатинщини», виданої 1991 року відділом народної освіти райвиконкому, є деякі дані про село.
"Інвентар Бабухова записано в Галицькі громадські акти 4 березня 1717 року. В ньому опис двору. На краю села-винниця, у ній 2 котли для куріння горілки, третій випний і всяке броварне начиння. Біля гостинця-корчма «хворосту, недобра». Млин на один камінь, другий млин пустий, бо сакси на переправу розідрали".
підданих у Бабухові 35 чвертланових господарств, з них 19 тяглових, що тримали по 2-4 воли, 1-2 коней і робили панщини 4 дні зимою, 2-3 дні літом, платили чинш 2 зл. в рік, 8-18 мочок зерна, цю категорію господарства представляли статечні ґазди: Іван Балацко, Гриць Жигун, Василь Федоришин, Федь Романів і інші.
«16 піших господарств робили по 2 дні літом і 1 зимою, але не давали чиншів. Дронь Лисий, Іван Драгун, Грицько Кравець, Федь Худелик зимою і літом працювали по одному дню в тиждень. Податок від рогатої худоби на користь двору платили однаковий-від вола і корови –1зл., від коня-1зл.,15гр., від ялівки-15гр.»
1848 скасовано панщину в Галичині. На честь події бабухівські селяни поставили кам'яний Хрест біля гостинця в центрі села. На ньому викарбувані слова, коли була скасована панщина і коли було встановлено цей пам'ятник. За більшовицьких часів пам'ятник руйнували, ламали. Тільки 1991 за церковні гроші встановлено новий хрест, довкола нього зроблено загороду. Старі люди розповідають, що чули розповіді очевидців встановлення цього пам'ятника, що глибоко під ним закопані кріпацькі кайдани, віз документи, зібрані з селян, пов'язані із кріпацькою неволею. Так хоронили ненависне кріпацтво галицькі селяни.
З початком першої світової війни, молоді хлопці вступають до лав січових стрільців. Багато хлопців із села пішли у січові стрільці. Це Богда Василь, Височанський Федір, Балацький Петро, Гриців Федір, Галушка Микола, Гелемий Іван, Гелемий Іван, Гелемий Іван, Галушка Іван, Галушка Федір, Гриців Степан, Богда Іван, Гой Микола, Зарейко Микола, Івасик Степан, Копцюх Іван, Копцюх Дмитро, Копцюх Гаврило, Матвій Онуфрій, Пилипів Федір, Пархуць Яків, Поперека Тимофій, Скробач Микола, Співак Іван, Сас Федір, Сас Андрій (хорунжий), Скробач Федір, Співак Петро, Скробач Іван, Сас Василь, Сас Микола, Снігур Степан, Троянівський Онуфрій, Хариш Іван, Поперека Михайло, Пилипів Петро, Богдан Петро Антонович, Іванців Петро Степанович. Всього 39 чоловік.
Деякі — Балицький Петро, Поперека Тимофій і Снігур Степан — дожили до глибокої старості. Щойно помер Балицький Петро Гаврилович. Це був майстер «золоті руки». без нього не покрилась ні одна хата в селі. Своїми руками він змайстрував з дерева олійню. З навколишніх сіл приїжджали люди били олій. А ступка, щоб зопіхати пшеницю на кутю, придатна ще й сьогодні, хоч майстер вже спочиває вічним сном. Це була дуже мудра людина. До останніх днів свого життя в нього збереглася добра пам'ять. В останні роки до нього приїжджали багато вчених людей. Одні за спогадами про ті давні стрілецькі події, інші, щоб записати давні пісні, колядки, гаївки яких старенький знав безліч. Заходили до нього вчителі та діти місцевої школи, бо вже дуже цікаво вмів розповідати Балицький. Побував у нього і наш галицький письменник шановний пан Роман Коритко, записав спогади у старого січового стрільця, які були опубліковані в журналі «Літопис Червоної калини» ч. 1-1991 р.
"Коли позаду прожите життя і фізична неміч усе більше сковує тіло, а розум і пам'ять залишаються свідомими, людина переважно віддається спогадам…
Донедавна своє минуле я згадував лише в думках. А якщо розповідав дещо, то тільки рідним і близьким. Такі були часи. І не вірилося, що вони можуть змінитися. І раптом сталося чудо!… До мене почали приїжджати представники районної влади, активісти організації «Меморіал» кореспонденти. Приходять й односельці, діти словом усі, хто цікавиться Історією Січових стрільців. І мої, колись безмовні спомини зазвучали уголос.
А розповісти є про що. Бо так склалася моя доля. Я чимало пережив, багато, багато бачив, не раз дивився смерті у вічі. Повірте, ще й сьогодні хвилює моє серце «ота слава стрілецька»…
Не знаю, чим керувався тоді я, сімнадцятирічний юнак, який за власним бажанням пішов боротися за волю України. Чи почуттям обов'язку? Чи пробудженням свідомості? Чи спалахом молодечого романтизму? Чи потягом до незвичайних пригод? Чи бажанням прославитись? Мабуть, усім тим, що я перечислив. Правда, його можна назвати коротше: почуття національного патріотизму. Так як би там не було, у березні далекого 1916 року я і три мої товариші, такі ж безвусі сільські хлопці, Василь Богда, Юкро Височанський та Микола Галушка потайки від родичів записалися до Січових Стрільців.
Легко сказати «записалися»… Записатися можна будь-куди, тільки не на війну. Поштовхом до прийняття нашого рішення послужив приїзд у відпустку, чи як тоді казали, на «урльоп» чотирьох наших односельчан героїв битви на горі Маківці Онуфрія Матвіїва, Микола Зарейка, Федора Гриціва і Степана Івасика. Цій четвірці з нашого села першими пощастило влитися в ряди Січових Стрільців ще під час відомого серпневого відбору у місті Стрию 1914 року.
І ось, овіяні славою кривавого бою, у якому зуміли проявити себе за що були відзначені командування, січовики приїхали у рідне село.
Боже мій, що тоді творилося! За стрільцями натовпом бігла дітвора, їм посміхалися всі сільські дівчата, поважні ґазди при зустрічі першими знімали капелюхи. Ну, а такі як я заздрили… Вагань не було жодних. Змовившись, ми з товаришами смерком, щоб хтось не запримітив і не доніс батькам, таємно зібралися на околиці села і полями і лісами подалися пішки у Свистільники, де знаходилася «Стрілецька кадра». Село Свистільники лежить у трикутнику між Рогатином, Бережанами і Бурштином. Йти довелося кілометрів з дванадцять.
Після прискіпливої медичної комісії, члени якої чомусь дуже довго між собою сперечалися, нас нарешті було визнано гідними до військової служби. Ми наївно сподівалися, що негайно одержимо зброю, уніформу і підемо в бій. Тим паче, що лінія фронту проходила зовсім близько, на території Берижанського повіту і яким було наше розчарування, коли нас чотирьох добровольців відправили на вишкіл у сусіднє село Нижню Липицю. Довго там ми не пробули. З огляду на те, що близько проходив фронт, кадру переправили у село Черче, а вже звідти-аж у Розвадів, що біля Миколаєва на Львівщині. Спати приходилось на глиняній, застеленій соломою долівці. В хаті було холодно, і ми не раз з гумором згадували теплу мамину перину, жартували над побутом «бравих вояків». Але жодного разу ніхто не покаявся, не пошкодував, що зробив необачно, вступивши до Січових Стрільців.
Тільки через рік, у лютому 1917 року мене з товаришами було зачислено до піхоти сотні і відправлено на російський фронт. Бойове хрещення відбулося біля села Куропатники на Тернопільщині. Саме село знаходилося в руках росіян, наші позиції тягнулися узліссям напроти Куропатник аж до села Баранівки, що межує з Конюхами. Лінія фронту проходила через річку Ценівку, яка тече оболонею попри Куропатники. Всього нас налічувалося чотири сотні, які, у свою чергу об'єдналися в курінь. З командирів пам'ятаю сотника Василя Дідушка і Четаря Івана Цяпку.
Три місяці ми просиділи в окопах. Якщо перші дні були насичені боями, стріляниною, частими сутичками, які не раз переростали в рукопашні бої, то потім раптом настала тиша. Правда, інколи артилерія та скоростріли нагадували, що ми на фронті. І все ж на російському боці творилося щось незрозуміле. Вечорами звідти доносилися українські пісні. Незабаром ми дізналися, що нам протистоїть військова частина, яка майже повністю складається з українців. Ми зрозуміли, що твориться абсурдна несправедливість, що українці змушені вбивати.
Причина затишшя на фронті, як виявилося пізніше, крилася в тому, що в Росії відбулася революція і було скинуто царя. Почалося братання. Особливо тепло воно проходило під час релігійних свят. Запам'ятався мені солдат з російської армії, українець за національністю, на імення Петро. Він дуже любив співати українські народні пісні. Щоразу при зустрічі Петро говорив, що Велика Україна і Галичина — землі єдиного українського народу, який століттями змушений терпіти чуже ярмо. Закликав нас скинути свого цісаря, як це вже відбулося в Росії, і братися за будову самостійної держави. Петро вірив, що на обломках двох Імперій-Російської і Австрійської-створиться незалежна Україна. Від Петра ми вперше чули, що в Києві організовувалася Центральна Рада, яка починає формувати національну армію.
Одна така зустріч під час Великодніх свят закінчилася трагічно. Коли січовики і наддніпрянці, зійшовши у видолинку, вітали одні одних зі святом, провокатор з російського боку відкрив кулеметний вогонь. Загинуло кілька чоловік з обох сторін.
Влітку нашу сотню командування перекинуло під село Конюхи, де йшли дуже запеклі бої. Та довго воювати мені не довелося. 1 червня я і ще три стрільці пішли у розвідку і потрапили в полон. Через Тернопіль нас відправлено в Київ. Деякий час ми перебували в дарницькому таборі для військовополонених. Ставлення до нас з боку властей було досить-таки нормальним. Дуже часто перед нами виступали різні політичні діячі. Одного разу приїхав і виголосив промову Володимир Винниченко.
З Дарниці полонених стрільців розвезли в різні кінці Росії. Нас сорок чоловік відправили у тепер відомий всьому світові своєю трагедією Чорнобиль на будівництво вузькоколійки. Трималися ми купи, жили дружно, однією сім'єю. Часи були непевні, крім воєнної розрухи в Україні вирували політичні пристрасті. Скрізь шастали різного ґатунку агітатори. Не рідко траплялися й провокатори. Одні закликали підтримувати тимчасовий уряд, інші-висловити йому недовір'я. Найактивнішими були більшовицькі агітатори, які проповідували свої ідеї. А в Києві тим часом набирала сили Центральна Рада. Дізнавшись, що в Києві формується з полонених січових стрільців військове угрупування, ми всі тут же подалися у столицю. Я був зачислений до скорострільної сотні. Крім патрулювання на вулицях, ми ще охороняли уряд Центральної Ради. Не можу передати того зворушення, яке пережили ми, збагнувши, що влилися в лави новоствореної української армії. За рахунок січових стрільців було скомплектовано Галицько-Буковинський курінь, який згодом переріс у корпус. Командиром став наш земляк, полковник Євген Коновалець. Він зумів за короткий час підняти наш бойовий дух, навести дисципліну і донести до свідомості кожного, що воюємо за долю України. Його слова я пам'ятаю ще й сьогодні. Коновалець якось сказав: «Визволення Надніпрянщини має ще не менше значення, ніж визволення Галичини. А може, ще більше. Буде вільний Київ, буде-Львів, не буде Києва, не буде Львова».
З лютого 1918 року аж до кінця визвольної війни я перебував там, де велися бої за незалежність Української Народної Республіки, яка буквально захлиналися від ворожого зашморгу. Скільки було цих боїв — великих і малих, але однаково жорстоких, бо лилася кров і вмирали люди. Не буду всіх згадувати… Зрештою, це й неможливо. Не все збереглося в пам'яті. Відзначу тільки, що тоді склалася складна політична ситуація. Центральну Раду замінила гетьманщина на чолі зі Скоропадським, але в результаті повстання її було повалено і влада перейшла до рук Директорії. Правильніше буде сказати-повернулася до тих, хто першим підняв народ на боротьбу за національне визволення. В усіх цих подіях активну участь брала наша сотня. Чого тільки не довелося пережити?
Одного разу я був свідком замаху на життя президента УНР Михайла Грушевського. Це трапилось біля будинку українського уряду, коли президент сідав в автомобіль. Переодягнений у петлюрівську форму, вбивця намагався заколоти Грушевського настромленим на гвинтівку багнетом. На щастя, наш сотник Микола Загаєвич, який стояв поблизу, встиг ударити нападника кольбою кріса по голові і той зміг тільки проколоти пальто президента. На жаль сотник, незабаром загинув у запеклому бою біля міста Василькова на станції Мотовилівка. Цей бій відбувся у листопаді 1918 року між повсталими стрільцями і військом Скоропадського. Ми йшли з Білої Церкви і гетьман кинув проти нас найкращі свої сили. Але зазнав поразки. Шлях на Київ був відкритий. В цьому бою поклав голову також сотник Федір Черник, який користувався серед стрільців повагою і авторитетом. Про нього навіть пісні співали.
Корпус Січових стрільців став ударною силою, яку опирався Головний Отаман С. Петлюра. На початку грудня було звільнено Київ, а німців-роззброєно. Гетьман залишив столицю і втік за кордон. Однак ні миру, ні спокою не стало. Незабаром почалася війна з Радянською Росією. Нашій сотні, яка входила у полк Івана Регульського, довела обороняти Київ. У лютому 1919 року ми змушені були його залишити. Далі почалося кочове фронтове життя. Та ми йшли вперед, не відступали, то знову перехоплювали ініціативу, яку незабаром втрачали. Поряд із нашим полком воював полк під командою полковника Голуба, сформований також з галичан. Завдання нашої скорострільної сотні полягало в охороні бронепоїздів. Їх налічувалося два: один бронепоїзд мав на озброєнні 32, другий — 16 скорострілів. На ті часи це була велика сила, яка не раз відігравала основну роль в переможних боях. Навіть тоді, коли наша армія була відтиснута аж до Збруча, бронепоїзди часто гуляли тилами більшовиків. Якось ми потрапили в перстень, себто в оточення, але густий кулеметний вогонь допоміг з нього вирватися.
Літо 1919 року було тяжким для Надніпрянської армії, стан її став критичним. І якби не Українська Галицька Армія, навряд-чи найшла б вона в собі сили далі воювати. З появою галичан почався спільний наступ на Київ. Поступово були звільнені Проскурів, Жмеринка, Вінниця, Житомир. 31 серпня Галицька армія разом з нашим полком увійшла у Київ. Та ще цього ж дня з півдня підійшли полчища Денікіна і роззброїли передові частини УНР, а потім зайняли столицю.
З того моменту настає новий період визвольної війни, який кінець-кінцем закінчився поразкою. Відхід з Києва дуже відбився на боєздатності української армії, її знизив моральний дух. В руках денікінців опинилася велика кількість зброї, склади з продуктами. Та бідна сама не ходить. У вересні серед наших вояків кинулася епідемія плямистого тифу. Пошесть особливо лютувала в жовтні-листопаді. Знесилена наша армія опинилася у так званому чотирикутнику смерті. Поділля, де тоді базувалися основні сили Директорії, було оточене з усіх сторін військами Польщі, Румунії, генерала Денікіна і Радянської Росії.
Таким чином, війна практично програна. Від'їзд Петлюри у Польщу, а Петрушевича до Румунії призвів до саморозпуску армії. У грудні 1919 року армія Директорії і УГА практично самоліквідувалися. Нашу сотню поляки роззброїли, старшин інтернували, а рядовим стрільцям вдалося втекти. Після довгих поневірянь я повернувся додому. Та спокійного життя не було. Польські власті, окупували Галичину, почали переслідували учасників визвольної війни. І хоч я особисто проти поляків не воював, небезпека потрапити за ґрати чекала на кожному кроці. Річ у тім, що Пілсудський хотів з колишніх Січових Стрільців створити 25-тисячну армію і кинути її проти більшовиків. Я, як і всі інші, ухилився від тієї затії, через що деякий час змушений був перебувати на нелегальному становищі.
Ще одна, можливо, й смертельна небезпека загрожувала мені в 1920 році, коли Рогатинщину зайняли кіннотники Примакова. Оскільки мій батько при Австрії 15 років був війтом, то військове командування завжди до нього мало якісь справи. Тому майже щодня у нас перебували старшини. Якось трапилося так, що один із них, чогось розсердившись, влаштував у хаті обшук і наткнувся на мої, принесені з війни штани-галіфе. Він відразу зрозумів, що я служив у Петлюри. Що тут почалося! На щастя, мені вдалося городами втекти у сусіднє село. За мене постраждала сестра, яку жорстоко побили нагаями. Кілька днів на мене чатувала засідка. Нарешті батька було попереджено, якщо я не з'явлюся, то хата піде з димом. Очевидно, так би воно сталося, якби не один людяний старшина. Він заборонив палити хату.
… Багато вже минуло часу, відколи Україна зробила спробу звільнитися від чужого ярма і зажити вільним життям. І хоч визвольна війна закінчилась невдало, бо ворожі сили були надто великі, наші вояки покрили себе невмирущою славою. Молоді, переважно селянські хлопці, показували чудеса героїзму, билися мужньо, хоробро, не шкодуючи свого життя. Скільки їх полягло на полях України?! А скільки померло від тифу, у неволі? А скільки було розстріляно в полоні? Та слава їх не вмре, не поляже! Це стосується і галицької, і Наддніпрянської армій. Їх виступ відновив приспаний віками потяг до волі, до державної соборності. Січові Стрільці були носіями визвольних ідей і цим здобули симпатію та любов українського народу. Я сам неодноразово був свідком, коли на Великій Україні люди давали притулок нашим воїнам тільки тому, що ми були галичанами. Пригадую такий випадок: на Вінниччині під час відпуску я і ще два стрільці збилися з дороги і, заблудившись, зайшли в село, яке вже зайняла ворожа кіннота. Нас врятувала моя галицька вимова. Господар нас нагодував, допоміг обійти заставу і, вивівши за село, спровадив на безпечну дорогу.
Організованість, дисципліна, відчуття свого обов'язку, повага до цивільного населення, недоторканість чужої власності-все вигідно відрізняло наших воїнів від бійців інших армій, які любили знущатися над селянами, грабували їх, чинили насилля.
… З роками все менше і менше серед живих залишається учасників визвольної війни 1817—1919 років. Я один з небагатьох, кому пощастило дожити до тих днів, коли можна сказати правду про наше минуле, про нашу історію. Мені вже дев'яносто два роки, але як молодіє моє серце, коли я бачу синьо-жовті знамена, чую пісні про Січових стрільців і читаю газети про ті події, які сам пережив.
Коли в 1991 році на Зелені свята було освячення наново висипаної могили, прийшов і старий стрілець. Старечою щокою котилися сльози і тремтячим голосом він сказав: «…Я не думав, що дочекаю до того часу, що моя Україна буде вільною. Але все життя я вірив, що прийде той довгожданий час, бо не може такий великий народ завжди бути рабом, що він тай має бути вільним. Та тільки я не думав, що воля прийде так раптово. Але цього і треба було сподіватись. Бо дуже вже багато крові пролито за цю волю».
«Івасик Степан одним із перших пішов у січові стрільці. В одному з боїв був поранений. Повернувся додому. Оженився виростили разом з дружиною 3-ох синів. В 1954 році помер.» (Із спогадів сина Івасика Ярослава)
Ще хочу згадати одну людину із великої літери — це Васильців Петро Дмитрович, рік народження 1921. Мешканцець Бабухова — вояк Української дивізії «Галичина», 1-ї Української дивізії Української національної армії.

## Церковне життя
Із записів Гоя Василя дізнаємося, що невідомо в якому часі це сталося, але в селян зародилась думка побудувати церкву. Церкву було побудовано дерев'яну на тому місці, де зараз новий цвинтар. Ще до сьогодні зберігся вал, що був викопаний довкола церкви. Вона була побудована на честь Покрови Пресвятої Богородиці. Як оповідають, ця церква згоріла десь наприкінці XVIII або на початку XIX ст. Те, що була дерев'яна, то згоріла до тла. Під Великим Престолом погоріли всі документи, у яких було записано, якого року була побудована ця церква, хто був священиком в ній.
Бабухівські селяни приступили до будови нової церкви. Їм надав допомогу пан Полек, що проживав на той час в селі. Це було в 1873 році. Є відомості, що вона була збудована на зразок костьолу. Довго ця церква не проіснувала. Побудована з неякісного каменю, швидко розвалилась і вже в 20-х роках ХХ ст. селяни приступили до будівництва нової церкви. Наша церква була прилучена до Вербиловець, оскільки Вербилівська церква вважалась матірною, а Залужанська і Бабухівська — дочерними. У Вербилівцях мешкав священник, а до Залужжя і Бабухова доїжджав. В матірній церкві хрестили дітей, перед одруженням молоді їхали «до притоки» у Вербилівці. Священиком був о. Антоній Медвенький (джерело - записи у метрикальних книгах 1860 р.). Він побудував церкву в селі Вербилівцях 1869 року. Портрет його висить у дзвіниці до-сьогодні.
Після священика Медвенького на парафію у Вербилівці, Залужжя і Бабухів приїжджає священник Городецький Степан. Це було десь в 1889—1890 році. Як пише Гой Андрій «…він був високо освіченою людиною, добрим катихиком, відправу мав дуже сильну з піднесенням великої святості. Перед престолом, як відправляв Службу Божу, собою нагадував великого святого. Він мав звання Шембеляна і пошану у цілій Львівській окрузі. Сім'ї отець Городецький не мав, жив добре і своє багатство розділяв між бідними. При його допомозі в Рогатині була відкрита „Рідна школа“, гімназія, у яких могли вчитися всі здібні діти, незважаючи на їхнє соціальне становище».
Отець Городецький завідував лікарнею у Львові, оскільки він вніс великий внесок у її будівництво. Був відомий не тільки в Галичині, а й за межами України.
Для нашого села отець Городецький організовував братство молоді, куди входили молоді хлопці та дівчата, навчав їх різних наук, проповідував тверезий спосіб життя серед людей. А найбільше піклувався про шкільну молодь і дітей дошкільнят, заохочував їх до церкви і не дивно, що за його життя церква не вміщувала людей.
Священник побачив, що церква розвалюється і що треба будувати нову. За його порадою церковний комітет приступив до початкових робіт. Навозили дров, побудували цегельню, наробили цегли, випалили її. Було задумано побудувати також і читальню. Поперека Василь побував на заробітках в Америці, заробив трохи грошей, частину дав на будівництво читальні. Звичайно, цих грошей було замало. Зібралось декілька чоловік із села і поїхали в Рогатин до Управи, щоб дозволити будувати читальню. В Управі були тоді поляки. Вони не хотіли дати такого дозволу, бо їм легше було справлятись з темним, безграмотним, безкультурним українським народом. А церкву дозволили будувати. І тут сільська громада вирішила будувати і церкву, і народний дім. Священник Городецький тяжко захворів і в листопаді 1928 року помер, залишивши на будівництво читальні 10 доларів (у перерахунку на злоті — 135 злотих). Решту свого маєтку перед смертю роздав своїй родині.
На зміну священику Городецькому Степану приходить священник Щебанюк Іван Теодорович. Іван Теодорович Щебанюк народився 5 липня 1881 року в містечку Бариш Бучацького повіту. Він продовжив ту велику працю, яку розпочав його попередник. Першим невідкладним завданням було будівництво церкви. Вийшов спір, де ж будувати церкву? Сільська інтелігенція підказувала будувати її на ксьондзовім городі, де стоїть школа. Отець Щербанюк, порадившись із сільськими жителями, вирішили будувати церкву на городі, тобто на місці старої церкви. Проект церкви зробив відомий на цей час архітектор з м. Рогатина Роман Грицай. Весною 1932 року розібрали стару церкву і зразу ж приступили до будівництва нової церкви. На церкву лишив свій маєток один заможний селянин Романків Андрій (1832—1901 рр.). Він був неодружений, бо хворів, декілька наймитів, які працювали в нього. Отець Щербанюк продав його землю, маєток. На ці гроші почалося будівництво церкви. Внесок робило також все населення села. За майстра в цій роботі був Косовия з Рогатина. На будівництві церкви відзначились: Воробець Теодор, Сас Іван, Іванців Ілько, Лейбів Ілько, Гелемий Данило, Яцко Бажик, Хом'як Іван (наносив води на цілу церкву) та багато інших, бо вся робота виконувалась вручну, верх на церкві робили: Балацький Петро, Сас Микола, Мазурик Андрій, Ковба Микола, Височанський Микола.
Вже в 1933 році церква була побудована. Разом із церквою було збудовано читальну. Як церква так і читальня будувались громадою і на громадські гроші. Отець Щербанюк докладав всі свої сили на будівництво церкви і читальні. Разом з тим він жив життям людей села. Навчав їх культури поводження. В школі дітей навчав Закону Божого. Він користувався серед парафіян великим авторитетом.
В 1943 році отець Щербанюк залишає свою парафію і разом з родиною виїжджає за м. Ходорів Львівської області. На парафію в села Бабухів і Вербилівці прибув новий священник отець Шулим. Про нього згадок немає, бо він був у селі недовго. Вони із священиком Чайківським помінялись парафіями.
Як згадують парафіяни, отець Чацківський мав дуже гарну відправу, дуже зворушливо виголошував проповідь. Щодо відправ, був дуже точним і акуратним. За це користувався повагою і авторитетом у парафіян. Але і отець Чайківський не пробув довго. Вже в 1949 році його разом з родиною заслано в Сибір, за «непокору більшовицькій владі». Після повернення із Сибіру він проживав на Рівненщині. І тільки літом 1994 року отець Чайківський помер. Отцем Василем Владикою було відправлено на наші церкви Панахиду по його смерті. За отця Чайківського було придбано нове Євангеліє, поновлено старе в 1949 році. На нове Євангеліє найбільший внесок зробили: Параскевія Співак, Ганна Височанська, Дмитро Петрович Балацький, Ілько Лейбів, Параскевія Хабурська, Андрій Іванович Гой. З нового Євангелія правилось тільки у великі свята і на похоронах у тих, хто вніс гроші на нього.
Новий священник Білінський не прижився в селі. Він пішов на конфлікт із парафіянами. Увільнив старий комітет, на свій розсуд обрав новий, який народ не підтримував. Отець Білінський побачив, що він зробив недобре, залиши Бабухів, пішов в м. Рогатин, залишивши собі Вербилівці.
Після від'їзду отця Білінського, з села Конюшки приходить в Бабухів священник Ковшевич Юрій Михайлович. Він був священиком в с. Бабухів до 1967 року. З 1967 по 1990 рік часто змінювались священики. Кому це було вигідно? Церква часто закривалась районними властями. Члени церковної двадцятки їхали до них випрошувати дозволу відкрити церкву. Так проводив більшовицький уряд «атеїстичне виховання» серед народу. Так він хотів позбавити духовності народ України. З 1990 року в нашому селі відновлено греко-католицьку церкву. І в наш час[коли?] парохом церкви є отець Іван Боровський. Дяком є Гідзяк Степан.

## Шкільництво і культурне життя
На початку ХХ ст. в селі була початкова школа. В першому класі (штуба) діти навчались один рік. В другому класі-два роки, у третьому класі також два роки. Була це так звана доповнювальна наука, де діти навчались ще три роки. Дітей знайомили із навичками ведення домашнього господарства. Вчителями були: Баран з Дем'янова, Качмар, Лаврів. (Записано від Балацького Петра).
На початок 20-х років була вже п'ятирічна школа. В кожному класі діти вже навчались по одному року. В першому класі підручник з рідної мови називався «Руська мова», у другому класі учні навчались польської мови із польського букваря. В четвертому класі, хто добре вчився, додатково вивчав німецьку мову. Німецьку мову навчав Пархуць Яків. Також вивчалися в школі історію, географію, математику. Ці дисципліни навчав один вчитель. Перерву між уроками називали «повза».
Скибак Василь ділиться своїми спогадами: "Пам'ятаю таких вчителів: директор школи Напюрковскі Тадеуш і його дружина Яніна (в них було двоє дітей Болек і Збишек), п. Новак, П. Стебніцька Гелена і ще одна вчителька, квартирувала в Головки І., прізвище не пам'ятаю. Вчителі були поляками за національністю, але дітей вчили й українською мовою. В 1940 р. всі вчителі виїхали в Польщу. З приходом «перших москалів» із Східної України приїхало дві молоді вчительки: Скомердях Н., Грицько А. Як прийщли німці, вони виїхали.
Як відомо, на початку 30-х років разом з церквою будувався Народний дім. Він будувався на кошти всього села. Гроші збирали під час коляд, на Великодні свята. Крім цього заможні газди давали гроші на будову Народного дому: Хабурський Григорій, Хабурський Андрій, Хабурський Іван, Поперека Василь, Поперека Іван, Скибак Григорій, Височанський Дмитро, Мазурик Іван, Гриців Степан і інші.
При народному домі працювали такі гуртки і товариства: драматичний і хоровий гуртки вів Василь Богда. Він був і дяком у церкві. Це був великий патріоті борець за волю України. Був він і в Січових Стрільцях, а в роки війни з німцями був в УПА. Був Богда Василь і членом ОУН (про долю цієї людини мова буде йти дальше). Товариство «Каменяр», «Сокіл» — це спортивно-патріотичні товариства. Товариство «Жіноча громада» — головою була Іванців Марія, товариства «Сільський господар» — голова Чепіль Іван, «Хліборобський вишкіл молоді» — головою був Гой Іван, пізніше Височанський Іван Андрійович; в 1937 році був заснований Союз українок, головою якого була Балацька. Працювали курси куховарок, на яких молодих жінок навчали куховарства і кулінарії. Збереглася фотографія одного із курсів. (Фотографія № 3). Головою народного дому були Височанський Федір і Скробач Степан. Вони організовували святкування визначних дат, роковини Т. Г. Шевченка, І. Я. Франка, Фестини. Вся молодь, що закінчила школу і що навчалась в Рогатині, була задіяна до якоїсь патріотичної праці. Щосуботи і в неділю вечорами працювала бібліотека, у якій були дуже цікаві книжки, як для дорослих, так і для дітей. Бібліотекарем був Гідзяк Микола, потім Мазурик Андрій. Він неначе жива енциклопедія. Вечорами читав лекції з історії України, бо знав її, як кажуть, «назубок».
Велику просвітницьку роботу проводив: Іванців Петро, Скробач Степан, Мазурик Дмитро, Мазурик Микола, Малецький Іван, Скибак Микола, Мазурик Василь. До читальні вечорами після роботи приходили хлопці, дівчата почитати газети, книжки, на репетиції, просто посидіти, поспілкуватися, пожартувати, поспівати.
Завідувач бібліотеки до своєї роботи ставився дуже відповідально. Позичену книжку читець повинен був прочитати і повернути її в бібліотеку через тиждень. При поверненні книжки бібліотекар перевіряв, чи не знищена книжка і обов'язково питав зміст книжки. Якщо читець прочитав книжку, то він приймав, а якщо ні, то бібліотекар повертав книжку назад, щоб той прочитав.
Був в нашому селі і кооператив «Згода», більшість селян були його членами. Це більше об'єднувало людей. Вони вже менше свою продукцію (птицю, яйця, молоко, збіжжя) продавали жидам. Продавець був Микола Чепіль якого знищили більшовики. При кооперативі був приймальний пункт молока.
Все це існувало до вересня 1939 року. (Все це записано із спогадів Скибака Василя Григоровича).
У 1939 році в селі проживало 1450 мешканців (1400 українців, 5 поляків, 30 латинників, 15 євреїв).

## Період московського поневолення та події світової війни на території села
Скільки ж страждань і горя народу Галичини приніс сумнозвісний вересень 1939 року.
Пан Скибак Василь згадує: «Так, ми чули по радіо, що йде армія — визволителька зі сходу. Хлопці і дівчата зробили через дорогу коло читальні гарну арку з квітів, посередині якої повісили синьо-жовтий прапор. Танки їдуть, дівчата у вишиванках кидають квіти їм назустріч. Вже на другий день їхав якийсь політрук з горбатим носом і приказав, показуючи на синьо-жовтий прапор: „Немедленно снять ету тряпку!“ Тоді вже всім стало ясно, з ким ми маємо діло. Спочатку більшовики почали роздавати селянам церковні і панські землі, а згодом почалося масове загоніння селян у колгосп, а тих, що не корилися, вивозили у Сибір як „несознательний елемент“ і „ворог народу“, а якого народу і який ворог, не второпаю й до сьогодні».
Рік 1941, червень. Прихід німецької армії ніхто вже не зустрічав. Але день 30 червня-День проголошення УНР, населення сприйняло як радісну звістку. Невдовзі молодими хлопцями було висипано стрілецьку могилу. Після закінчення роботи всі сфотографувались біля неї. (фотографія 4).
Багато жителів села в час панської Польщі не тратили віри і надії на вільну державу Україну. Тому вони вступають в ОУН, щоб боротись за неї. Це Богда Василь, Гриців Дмитро Степанович, Гриців Степан Степанович, Гриців Петро Федорович, Височанський Степан Іванович, Драган Дмитро Михайлович, Вівсяник Дмитро, Вербиловський Іван, Поперека Дмитро Дмитрович, Мельник Параскевія, Курець Євдокія, Вербиловська Марія, Гідзяк Марія, Федунишин Ганна, Чепіль Ганна, Копцюх Іван Гаврилович.
Вже в 1942 р. багато хлопців і дівчат їдуть в ліси, організовуються на бототьбу з ворогами. Коли постала УПА, вони стають її членами.
Це Гриців Дмитро з 1910 року народження, керівник кущового проводу ОУН, станичний, псевдо «Орлик», загинув 18 жовтня 1950 року в Куничах. Відданий патріот України. Він вже був одружений, батько двох дітей: Степана — 1938 року народження і Марії — 1947 року народження. Але він повністю присвятив себе боротьбі за волю України. А скільки жителів села Бабухів врятував славний герой від напасницької смерті. Бо були такі, що віддано боролись за волю України, а були й такі, що за рахунок партизанів хотіли звести порахунки чи з сусідом, чи ще кимось через злі стосунки. І доносив на невинних людей. А час був військовий, часом не могли розібратись партизани, де правда, а де наклеп. І гинули ні в чому не винні люди. «Орлик», добре знаючи людей села, не одного врятував від смерті. І тільки як чесна, справедлива людина він залишився у пам'яті людей. А бідна вдова з двома дітьми була вивезена у далекий Сибір на каторжні роботи. Після Сибіру, повернувшись додому, дружина «Орлика» Катерина недовго прожила. Виснажена тяжкою працею, поневірянням у чужій стороні, нацьковуванням проти неї і родини односельців більшовиками, скоропостижно положили її в могилу. Так і не дочекалась побачити свою Україну вільною.
Гриців Степан Степанович з 1919 року народження, стрілець УПА, рідний брат «Орлика», загинув 1945 року мученицькою смертю. Розказують, що його, раненого в ногу, та який стікав кров'ю, енкаведисти прив'язали до хвостів коней і розірвали на клаптики. Боже, де може взятися в людей така жорстокість? Не мати їх породила!
Гриців Петро Федорович, стрілець кущового проводу ОУН, загинув в 1944 році під час облави.
Височнаський Степан Іванович, стрілець ОУН, учасник УПА, загинув в бою з енкаведистами в урочищі «Ключ» в серпні 1944 року.
Богда Василь, 1899 року народження, член ОУН, учасник УПА, був поранений в ногу під час бою з енкаведистами в урочищі «Ключ». Якимось чудо уцілів, не попав на руки ворогу. Але тяжка хвороба скосила відважну і віддану людину справі боротьби за волю і незалежність. В пораненій нозі перекинулася гангрена і він помер 1945 року.
Драган Дмитро Михайлович, член ОУН, УПА. Загинув від рук енкаведистів під час облави.
Вівсяник Дмитро, член ОУН, помер вже після війни.
Вербиловський Іван, член ОУН, був охоплений енкаведистами і висланий в Сибір, де і помер.
Поперека Дмитро Дмитрович, 1926 року народження, член ОУН, УПА. Був суджений. Тяжко били і мордували енкаведисти, щоб щось дізнатися у відважного партизана. Але не сказав нічого. За клопотанням батьків про невинність сина в нічому (насправді, батьки нічого не знали про участь сина в ОУН і УПА) він був звільнений із тюрми в 1950 році. Але більшовицька тюрма позначилась на здоров'ї Попереки Дмитра. Він часто хворів, а в 1987 році помер від тяжкої хвороби з ним померли і таємниці його участі в тяжкій боротьбі за волю України. Про деяких борців за волю України хочеться розказати значно більше.
Петро Балацький народився в 1923 році в сім'ї селянина. Батьки були грамотними людьми. Цього хотіли і своїм дітям. Їх в них було четверо: Нуся, Віра, Оля, Петро. Із четвертого класу батьки віддали петра до Рідної школи в Рогатин. Після закінчення Рідної школи брат і сестра повинні були продовжити навчання в Рогатинській гімназії. Але Петрові цього зробити не довелося. Тяжко захворів батько і невдовзі, на тридцять восьмому році життя, помер. На Петрові плечі лягли всі клопоти господарки. Він хотів, щоб навчання продовжували його сестри. Як міг, так допомагав їм здобути освіту. А потім війна, яка багато лиха і горя принесла Україні.
Після приходу, як говорять люди, других москалів, починається насильно мобілізація чоловіків, молодих хлопців в Радянську армію. Багато їх втекло в ліси до повстанців. Разом з ними в УПА вступив і Петро Балацький (псевдо «Богун»). Повстанці любили свого побратима, який був дуже добрий. Для друга він готовий був віддати останню сорочку. Завжди міг виручити людину з біди. Розказують, що він не тільки на друга, але й на ворога зла не таїв. Але більшовики за ним полювали, дуже часто викликали матір і сестер, допитували їх про місце перебування Петра.
Одного разу забрали Петрову маму енкаведисти. Два місяці вели допити, били, але нічого не дізнались. Били і сестер Віру та Нусю. І ті мовчали. Згадує сестра Оля, як Нуся попросила її помити плечі. Коли та зняла сорочку, Ольга дуже злякалась. Всі плечі сестри були чорні, як земля від побоїв. Отак вміли допитувати вороги навіть дівчат…
Були випадки, коли повстанці натрапляли на більшовицькі засідки. Відбивались, втрачаючи в таких сутичках близький друзів. Але смерть проходила мимо Петра. Тільки в одній сутичці він був поранений.
А ось перед днем святого Петра і Павла 1948 року, який припадав на понеділок, сталась велика трагедія, що зворушила серця багатьох односельчан і залишилась в їхній пам'яті назавжди. В суботу, пізно ввечері, не підозрюючи нічого. Петро із своїм другом (псевдо «Гук» — Тарас Дзюбатий з Підгороддя) прийшли в село. Але тут довго не затримувались. Перейшли дорогу і через городи повинні були вийти в поле. Та раптом наїхало на машинах, підводах багато війська, оточили цю частину села. Була ніч. Хлопці не змогли вирватись з оточення. Вони через кукурудзи забігли в кущі терену, що росли в кінці городів. В неділю вранці люди повставали, стривожені криками та пострілами. Москалі нікого за межі облави не відпускали і нікого не впускали. Солдати нишпорили всіма городами, заглядали в кожний куток, у кожній хаті робили обшук. Раптом почулись крики: «Держи бандьоров!» Повстанці вибігли з терня. Ворожа куля скосила «Гука», тяжко поранила «Богуна» — Петра. Стікаючи кров'ю, перемагаючи біль, повстанець тікав через городи, щоб не попасти в руки ворогам. Він добіг до загороди, але перескочити її в нього не вистачило сили. Оглянувшись побачив, як наближаються вороги з криками: «Здавайсь, бандьоро!» Петро вирішив не здатися живим і зі словами «Слава Україні!» приклав до скроні пістолет і вистрілив.
Отак вмирали славні сини України. Тільки велика любов до рідної Батьківщини, до його народу може привести людину на вершину подвигу.
Що ж сталося, чому так раптом появились облавники саме в цій частині села, де були партизани? Розказують, що це діяла підступна зрада. Хтось виявився сексотом, що за винагороду продавав москалям своїх людей. Яка ж мати породила такого негідника, що підіймав руку на своїх людей, своїх братів. Я не знаю, хто він, свідки цієї трагедії знають. Знають, але мовчать, може ще боячись, що переміняться часи знову. Та це вже не так важливо. Земля годує і героїв, і мерзотників. Важливо те, що ця людина, якщо вона ще жива, має на совісті смерть цих двох повстанців і відповідатиме за це вже перед людьми, так і перед Богом.
Односельчани згадують, якою доброю людиною був Петро Балацький. А скільки людей з свого і навколишніх сіл і він і Дмитро Гриців («Орлик») врятували від смерті.
Тяжко помстилися вороги і над ріднею Петра. Старшу сестру Ганну вислали в Сибір, а мати і її молодші дочки переховувались в людей — спочатку в Бабухові, а потім у Вербилівцях, Залужжі, Черчі. Хочеться низько вклонитися тим родинам, що давали притулок рідним Петра Балацького, схилити голову перед світлою пам'яттю повстанців. Їхня боротьба не забудеться в пам'яті поколінь.
В пам'яті односельчан залишився вірш, складений чи то повстанцями-побратимами, чи кимось з односельчан. Але він саме про цю трагічну подію, яка сталася в селі Бабухові в неділю, перед святом Петра 1948 р.
Перед самим святом Петра: У неділю вранці: Продав сексот кагебістам: Двох друзів-повстанців.
Село рано обступили,
Почали шукати — ::: Надибали тих повстанців,
Почали стріляти.
Зчинилася стрілянина,
Вже «Гука» убили,
А Петрові — «Богунові»: Ноги перебили.
З страшним криком налетіли,
Кинулись на нього:

## Незалежна Україна
12 червня 2020 року, відповідно до Розпорядження Кабінету Міністрів України  № 714-р «Про визначення адміністративних центрів та затвердження територій територіальних громад Івано-Франківської області», увійшло до складу Рогатинської міської громади.
19 липня 2020 року, в результаті адміністративно-територіальної реформи та ліквідації Рогатинського району, село увійшло до складу новоутвореного Івано-Франківського району.